# Жълтокоремна морска змия
Жълтокоремна морска змия (Pelamis platura), наричана също двуцветна жълтокоремна пеламида, е вид влечуго от семейство Аспидови (Elapidae), единствен представител на род Pelamis.

## Разпространение
Видът е разпространен в Австралия, Американска Самоа, Бангладеш, Бахрейн, Вануату, Виетнам, Галапагоски острови, Гватемала, Джибути, Еквадор, Еритрея, Йемен, Индия (Андамански и Никобарски острови), Индонезия, Ирак, Иран, Камбоджа, Катар, Кения, Кирибати, Китай, Кокосови острови, Колумбия, Коста Рика, Кувейт, Мавриций, Мадагаскар, Майот, Малайзия, Малки далечни острови на САЩ (Атол Джонстън, Лайн, Остров Бейкър и Хауленд), Мексико, Мианмар, Микронезия, Мозамбик, Науру, Ниуе, Нова Каледония, Обединени арабски емирства, Оман, Остров Рождество, Пакистан, Палау, Панама, Папуа Нова Гвинея, Питкерн, Провинции в КНР, Реюнион, Салвадор, Самоа, САЩ (Хавайски острови), Северна Корея, Сейшели, Сингапур, Соломонови острови, Сомалия, Тайван, Тайланд, Танзания, Токелау, Тонга, Тувалу, Уолис и Футуна, Фиджи, Филипини, Френска Полинезия, Хондурас, Шри Ланка, Южна Африка, Южна Корея и Япония.